# 本要寺 (大津市)
本要寺（ほんようじ）は、滋賀県大津市にある日蓮宗の寺院。山号は蓮光山（れんこうさん）。旧本山は、大本山本圀寺（六条門流）。法縁は勇師法縁(縁頭本山東山二条妙傳寺)。現住職 第35世 中紙賢孝(開聞院日梵)

## 歴史
元和2年（1616年）に平田源治（禅宗から日蓮宗に改宗）や松屋伊兵衛先祖らが善住院日誉上人を開山として創立した日蓮宗の寺院。平田源治より数えて3代目の平田正澄は万治元年（1658年）から立本寺や本満寺などの洛中日蓮宗本山で行われた法華談義の談義説法者である本山立本寺第19世・霊鷲院日審に深く帰依、その『聞書』は当時の息吹を現代に伝える貴重な資料となっているが、その平田家が檀越となって多くの日蓮宗寺院が建立され、日蓮宗史上高名な一族である。
現在でも本要寺には初期平田一族の位牌や墓碑が現存している。つまり平田家法華改宗の発祥寺院。また、江戸期には隣接地に大津牢獄が存在していた経緯もあって、その牢獄門を山門にしている。よって懺悔滅罪寺とも呼ばれる。法縁は勇師法縁。32世中興日意は大本山本國寺執事、33世日隆は立命館中学校長、34世日賢は日本通運取締役。現住職は第35世中紙賢孝（開聞院日梵)で日蓮宗専任布教師・教誨師。京田辺市法華寺も兼務している。信行組織「本要寺菩薩団」を結成し、宗教活動のみならず地域社会に貢献すべく活動を展開している。